# Saison 2 de Code Quantum
Chronologie
Saison 1 Saison 3
Cet article présente la deuxième saison de la série télévisée Code Quantum.

## Synopsis
Au cours de cette saison, Sam Becket, toujours accompagné de « Al », est transmuté en :
- Un Pompier puis Tom Mc Bride, inspecteur de police dont la femme passe sa maîtrise de droit.
- Chad Stone, cascadeur dont le frère rêve de faire carrière dans la musique.
- Charles McKenzie, mécanicien parti au Japon où il s'est marié.
- Samantha Stormer, secrétaire.
- Andrew Ross, pianiste aveugle.
- Howlin "Chick" Howell, animateur radio.
- David Kabbash, rabbin.
- Jimmy La Motta, trisomique travaillant aux docks.
- Léonard Dancey, avocat.
- Ray Stone, comédien de théâtre.
- Timothy Hutz, professeur de parapsychologie.
- Knut Wilson, dit le sauvage, étudiant.
- Linda Bruckner, mère au foyer de trois enfants.
- Eddie Vega, joueur de football américain latino-américain.
- Peter Langly, agent du FBI
- George Washaki, indien emprisonné pour vol de voitures.
- Melvin Spooner, médecin légiste et entrepreneur de pompes funèbres.
- Charles "Magic" Walters, joueur de billard noir.
- Victor Panzini, trapéziste hongrois.
- Buster, videur dans une boîte de nuit.
- Philip Dumont, navigateur débonnaire.
- Jake Rawlins, agent de la brigade des stupéfiants.

## Distribution
- Scott Bakula : Dr Sam Beckett / John Beckett
- Dean Stockwell : Amiral Al Calavicci

## Liste des épisodes
1. La Maure aux trousses
2. L'Enfer du disco
3. Retour vers un futur
4. Le Chevalier d'Éon
5. L'Amour aveugle
6. Good Morning, Peoria
7. Un seul être vous manque
8. Jimmy
9. Que Dieu me punisse
10. La Chute de l'étoile
11. Histoire de fantôme sournois
12. Le Sauvage
13. Dragons et Démons
14. Au bout du rêve
15. Course poursuite
16. Aux portes de la mort
17. Au revoir, mon ange
18. Quitte ou double
19. Un saut sans filet
20. La Cavale infernale
21. La Fiancée
22. Beth

### La Maure aux trousses
- États-Unis : 20 septembre 1989

- Date de transmutation : 26 mai 1957 puis 27 avril 1960
- Lieu de transmutation : Ohio puis New York
- Transmutation en : Un pompier puis Tom Mc Bride
- On découvre l'époque où vit Al.
- Le projet Quantum a coûté 43 milliards de dollars.

### L'Enfer du disco
- États-Unis : 27 septembre 1989

- Kris Kamm (Chris Stone)
- Kelli Williams (Shannon)

- Date de transmutation : 1er avril 1976
- Lieu de transmutation : Burban, Californie
- Transmutation en : Chad Stone
- Musiques : 
  - That's the Way (I Like It) de KC and the Sunshine Band,
  - Kung-Fu Fighting de Carl Douglas,
  - The Hustle de Van McCoy,
  - Out of sight, out of mind de Chris Stone.

### Retour vers un futur
- États-Unis : 11 octobre 1989

- Date de transmutation : 4 août 1953
- Lieu de transmutation : Oak Creek, Ohio
- Transmutation en : Charles McKenzie
- Sam est polyglotte.

### Le Chevalier d'Éon
- États-Unis : 25 octobre 1989

- Gregg Berger (Parker)

- Date de transmutation : 11 octobre 1961
- Lieu de transmutation : Détroit, Michigan
- Transmutation en : Samantha Stormer
- Al voit toujours Sam dans la peau de celui qu'il remplace.
- Apparition de la porte blanche.

### L'Amour aveugle
- États-Unis : 1er novembre 1989

- Date de transmutation : 6 février 1964
- Lieu de transmutation : New York
- Transmutation en : Andrew Ross
- Musique : The Twist
- À 19 ans, Sam a joué du piano au Carnegie Hall de New York.

### Good Morning, Peoria
- États-Unis : 8 novembre 1989

- Chubby Checker (lui-même)
- Patricia Richardson (Rachel Porter)

- Date de transmutation : 9 septembre 1959
- Lieu de transmutation : Peoria, Illinois
- Transmutation en : Chip Howell
- Musiques : 
  - Tutti Frutti de Little Richard,
  - April Love de Pat Boone,
  - All Shook Up de Elvis Presley,
  - Maybe Baby de Buddy Holly,
  - Sleepwell de Santo & Johnny,
  - Great Balls of Fire de Jerry Lee Lewis,
  - Yakety Yak de The Coasters,
  - The Twist de Chubby Checker,
  - Jailhouse Rock de Elvis Presley,
  - Rock Around The Clock de Bill Haley & His Comets,
  - Sea Cruise de Frankie Ford,
  - The Glory of Love de The Five Keys,
  - Shout de The Isley Brothers.
- Si Al est trop près d'une antenne, il devient bleu comme Sam lors de ses transmutations.
- Certaines chansons présentes dans l'épisode ont été modifiées pour la sortie dvd en France mais restent les mêmes pour la version originale

### Un seul être vous manque
- États-Unis : 15 novembre 1989

- Date de transmutation : 2 février 1974
- Lieu de transmutation : Los Angeles, Californie
- Transmutation en : David Kabbash
- Sam rencontre le docteur Henry J. Heimlich.

### Jimmy
- États-Unis : 22 novembre 1989

- Michael Madsen (Blue)

- Date de transmutation : 14 octobre 1964
- Lieu de transmutation : Oakland, Californie
- Transmutation en : Jimmy La Motta
- Trudy, la sœur de Al était trisomique.

### Que Dieu me punisse
- États-Unis : 29 novembre 1989

- Date de transmutation : 29 juillet 1957
- Lieu de transmutation : Twelve Oaks, Louisiane
- Transmutation en : Léonard Dancey

### La Chute de l'étoile
- États-Unis : 6 décembre 1989

- John Cullum (John O'Malley)
- Janine Turner (Michelle)

- Date de transmutation : 21 mai 1979
- Lieu de transmutation : Syracuse, New York
- Transmutation en : Ray Hutton
- Al a été comédien en quittant son orphelinat.
- Sam possède une mémoire photographique.

### Histoire de fantôme sournois
- États-Unis : 13 décembre 1989

- Deborah Pratt (Troian Claridge)
- Donald Bellisario (Dr. Timothy Mintz)

- Date de transmutation : 7 février 1971
- Lieu de transmutation : Los Angeles, Californie
- Transmutation en : Timothy Mintz
- Les appareils de Timothy Mintz permettent à Al d'être entendu par tous.
- À notez un caméo de Donald Bellisario dans le reflet de Sam.

### Le Sauvage
- États-Unis : 3 janvier 1990

- Raphael Sbarge (Will)

- Date de transmutation : 19 octobre 1967
- Lieu de transmutation : Meeks College, Californie
- Transmutation en : Knut Wilton (le "sauvage")
- Musiques : 
  - La Bamba de Los Lobos
- Sam était à l'université dès l'âge de 16 ans.

### Dragons et Démons
- États-Unis : 10 janvier 1990

- Terrence Evans (Stick)

- Date de transmutation : 30 septembre 1981
- Lieu de transmutation : Scottsdale, Arizona
- Transmutation en : Linda Bruckner
- Sam pratique le judo.
- Sam pratique le karaté.
- Sam pratique la boxe thaïlandaise.
- Sam pratique le taekwondo.
- Les enfants de moins de 5 ans peuvent voir Al.
- Les enfants de moins de 5 ans peuvent voir le vrai visage de Sam.

### Au bout du rêve
- États-Unis : 17 janvier 1990

- Date de transmutation : 6 novembre 1962
- Lieu de transmutation : El Camino High School, Californie du Sud
- Transmutation en : Eddie Vega
- Musiques : 
  - Big Girls Don't Cry de The Four Seasons,
  - Come on let's Twist Again de Chubby Checker,
  - The Stripper de David Rose,
  - La Bamba de Los Locos del Ritmo,
  - The Twist de Chubby Checker.

### Course poursuite
- États-Unis : 7 février 1990

- Date de transmutation : 26 septembre 1973
- Lieu de transmutation : Boston, Massachusetts
- Transmutation en : Peter Langly
- Sam a vécu à Boston et il est le plus jeune diplômé de l'école scientifique de cette ville.
- Sam a élaboré le projet Quantum dans une cabane avec le professeur Sebastian LoNigro.

### Aux portes de la mort
- États-Unis : 14 février 1990

- Tom Everett (Député Sheriff Hazlitt)
- Leon Rippy (Sheriff Taggart)
- Frank Salsedo(Joseph Washakie)

- Date de transmutation : 22 novembre 1970
- Lieu de transmutation : Nevada
- Transmutation en : George
- Les personnes sur le point de mourir peuvent voir Al.

### Au revoir, mon ange
- États-Unis : 7 mars 1990

- Marcia Cross (Stephanie Heywood)

Sam devient un médecin légiste et entrepreneur de pompes funèbres. En autopsiant le corps d'une jeune fille, Lila, pour trouver la cause de sa mort, Sam devient persuadé qu'il s'agit d'un meurtre et non plus d'un suicide comme ça avait été supposé au départ.
- Date de transmutation : 9 novembre 1957
- Lieu de transmutation : Riven Rock, Massachusetts
- Transmutation en : Melvin Spooner

### Quitte ou double
- États-Unis : 14 mars 1990

- Shari Headley (Violet Walters)

Sam incarne Magic, un vieil homme noir et ex-champion de billard. Pour sauver le petit bar tenu par sa petite fille Violet, il doit jouer au billard comme un professionnel... S'il perd, sa petite-fille se retrouvera à la rue. La mission revêt une importance toute particulière pour Al, car Magic avait veillé sur lui pendant un temps.
- Date de transmutation : 4 septembre 1954
- Lieu de transmutation : Chicago, Illinois
- Transmutation en : Charles Magic Walters
- Al maîtrise le billard à la suite d'un vol raté auprès de Charles Magic Walters qui le garda sous son aile.

### Un saut sans filet
- États-Unis : 28 mars 1990

- Fabiana Udenio (Eva Panzini)
- Phil Fondacaro (Big Moe)
- Richard Riehle (Clifford Vargas)

Sam se transmute dans la peau d'un jeune trapéziste, dont la mission est de réceptionner sa sœur qui tentera un triple saut deux jours plus tard. Son père ne veut plus que Victor remonte sur un trapèze ; il tient en effet son fils responsable de la mort de sa mère : Victor était porteur du saut que devait effectuer sa mère juste avant la chute mortelle.
- Date de transmutation : 18 novembre 1958
- Lieu de transmutation : Denver, Colorado
- Transmutation en : Victor Panzini
- Sam est sujet au vertige depuis l'âge de 9 ans.
- Al a été dans un cirque.
- Les voyantes peuvent sentir la présence d'Al, ainsi que celle de Sam

### La Cavale infernale
- États-Unis : 4 avril 1990

Sam incarne un Cow-boy en cavale. Sa compagne strip-teaseuse et lui ont enlevé... un bébé !
- Date de transmutation : 11 mars 1963
- Lieu de transmutation : Texas
- Transmutation en : Buster

### La Fiancée
- États-Unis : 2 mai 1990

- James Harper (Vincent Loggia), Louis Guss (Alfonso)

Sam se transmute dans le corps de Philippe Dumont, qui est à bord du Queen Mary et sa mission est d'empêcher  le mariage de son ex-épouse Catherine "Kate" Farrington à un gangster, Vincent Loggia. Philippe a inexplicablement disparu trois ans en naviguant dans les mers du sud.
- Date de transmutation : 3 juin 1954
- Lieu de transmutation : Queen Mary, Upper New York Bay
- Transmutation en : Philip Dumont
- Musiques : 
  - Hernando's Hideaway

### Beth
- États-Unis : 9 mai 1990

- William Shockley (Boner)
- Susan Diol (Beth)
- Jason Beghe (Roger Skaggs)

- Date de transmutation : 1er avril 1969
- Lieu de transmutation : San Diego, Californie
- Transmutation en : Jake
- Musiques : 
  - I Heard It Through the Grapevine de Marvin Gaye,
  - (Sittin' On) The Dock of the Bay de Otis Redding,
  - This Guy's in Love With You (Instru) de Burt Bacharach,
  - Some day we'll be together de Diana Ross & The Supremes,
  - Unchained Melody de Righteous Brothers,
  - Georgia on My Mind de Ray Charles.
- La fin de ce dernier épisode de la saison 2 ne dévoile pas la transmutation suivante de Sam.
- Le titre de l'épisode M.I.A. (Missing In Action) signifie « disparu en mission » dans le jargon militaire américain.
- Al a participé 2 fois à la guerre du Viêt Nam. Il a été fait prisonnier lors de sa deuxième mission et, étant porté disparu, sa femme a fini par se remarier. Lors de leurs 8 années de mariage, il en a passé 6 en mission.

## DVD
Code Quantum - L'intégrale de la saison 2 est sorti le 28 novembre 2006 avec la piste audio française et anglaise (avec des musiques alternatives contrairement à la diffusion télé). Les épisodes sont dans leur format d'origine 4/3.